# Beautiful Future
Albums de Primal Scream
Riot City Blues Tour
(2007) Screamadelica Live
(2011)
Beautiful Future est le neuvième album studio du groupe écossais de rock indépendant Primal Scream sorti le 21 juillet 2008 sur le label Atlantic Records.

## Liste des chansons
| No  | Titre                                                 | Durée |
| --- | ----------------------------------------------------- | ----- |
| 1.  | Beautiful Future                                      | 5:09  |
| 2.  | Can't Go Back                                         | 3:44  |
| 3.  | Uptown                                                | 4:50  |
| 4.  | The Glory of Love                                     | 3:11  |
| 5.  | Suicide Bomb                                          | 5:51  |
| 6.  | Zombie Man                                            | 3:37  |
| 7.  | Beautiful Summer                                      | 4:43  |
| 8.  | I Love to Hurt (You Love to Be Hurt) (avec Lovefoxxx) | 4:32  |
| 9.  | Over & Over (avec Linda Thompson)                     | 4:33  |
| 10. | Necro Hex Blues (avec Josh Homme)                     | 3:34  |